# シドニー・シューメーカー
シドニー・シューメーカー（Sydney Shoemaker, 1931年 - 2022年9月6日）はアメリカ合衆国の哲学者。引退するまで コーネル大学で哲学科の教授（Susan Linn Sage Professor）を務めた。

## 来歴
リード大学で学士、コーネル大学でPhDを得た。1971年にオックスフォード大学でジョン・ロック講義を担当。活動の領域は心の哲学と形而上学。この二つの分野で多くの有名な論文を著した。1975年の論文 "Functionalism and Qualia" では、心的状態についての機能主義により、心的状態の質的特徴（生の感覚）が説明可能であると論じた（クオリアの問題）。1968年の論文 "Self-Reference and Self-Awareness" では、 「誤判定による間違いに対する耐性」(Immunity to Error Through Misidentification)という現象は、心的状態についての自己属性（例えば「私はカナリアを見ている」）と物理的状態についての自己属性（例えば「私の体重は90kgだ」）を分けるものだと論じた（自分の体重は間違い得ても、自分の心的状態は間違え得ない）。形而上学においては、条件付き因果的効力のクラスター（clusters of conditional causal powers）としての性質、という観点から、法則は形而上学的必然（metaphysically necessary）であるという立場を取った。この立場を心的因果の立場にも適用した。また自己知（self-knowledge）と自己同一性（personal identity）についての議論にも重要な貢献をし、"Persons and their Pasts" においてロック的な心理学的連続説を採った。近年の論文で、知覚内容について内在的表象主義の立場を論じている。

## 著作
- Self-Knowledge and Self-Identity (1963). /邦訳 『自己知と自己同一性』 菅 豊彦, 浜渦 辰二 (訳) 勁草書房 (1989年) ISBN 4326198818
- Personal Identity (リチャード・スウィンバ-ンとの共著) (1984). Wiley-Blackwell ISBN 978-0631134329
- Identity, Cause and Mind: Philosophical Essays (1984). Oxford University Press ISBN 978-0199264704
- The First-Person Perspective, and other Essays (1996). Cambridge University Press ISBN 978-0521568715
- Physical Realization (2007). Oxford University Press ISBN 978-0199571550